# Ernstichthys
Ernstichthys is een geslacht van straalvinnige vissen uit de familie van de braadpan- of banjomeervallen (Aspredinidae).

## Soorten
- Ernstichthys anduzei Fernández-Yépez, 1953
- Ernstichthys intonsus Stewart, 1985
- Ernstichthys megistus (Orcés V., 1961)